# Heinz Weixelbraun
Heinz Weixelbraun, detto anche Heinz-Karl Weixelbraun (Spittal an der Drau, 19 maggio 1963), è un attore austriaco.

## Biografia
Vissuto a Spittal an der Drau fino all'età di 18 anni, alla maggiore età si trasferì a Vienna.
Ultimata la sua formazione teatrale al Volkstheater di Vienna, ha cominciato a lavorare a Berlino per svariati registi. Tra i registi con cui ha lavorato in carriera: Gerd Leo Kuck, Hans Peter Kellner, Robert Quitta, Karl Welunscheck, Thomas Gratzer, Christoph Nel, Klaus Emmerich, Hans Neuenfels, Walter Pfaff.
Il personaggio che lo ha reso famoso è il ruolo dell'ispettore Christian Böck, nella serie televisiva Il commissario Rex, dal 1997 al 2001.
Heinz Weixelbraun ha girato un lungometraggio sulla vita di Antonio Ligabue, noto pittore dei primi del Novecento. Le riprese sono incominciate il 4 gennaio 2008 e sono terminate il 20 giugno 2008. Il titolo del film è Der Deutsche Schamane nel ruolo di Lehrer Ludwig.

## Teatro
La sua carriera teatrale incomincia fin da giovanissimo all'età di 20 anni, a Berlino per poi continuare a Vienna e in tutta l'Austria. Una parte dei suoi spettacoli: (non in ordine cronologico)
- Der Tollste Tag (Peter Turrini) Nel ruolo di Figaro.
- In der Einsamkeit der Baumwollfelder Nel Ruolo dell'uomo.
- Haut und Himmel (Dimitre Dinev) Nel ruolo di Er, il soldato.
- Rimbaud (Heinz Weixelbraun) Nel ruolo di Rimbaud.
- Familiengeschichte.
- Romeo und Julia.
- Pogrom.

## Filmografia

### Cinema
- Verlassene Stadt, regia di Helmut Grasse (1983)
- Die Rattenfänger, regia di Michael Gautsch (1983)
- Außer Gefahr, regia di Max Linder (1987)
- Die Skorpionfrau, regia di Susanne Zanke (1988)
- Unter Freunden, regia di Lukas Stepanik (1988)
- Erwin und Julia, regia di Götz Spielmann (1990)
- Die fliegenden Kinder, regia di Thorsten Fischer (1990)
- Safari (Protagonista), regia di Wilhelm Pevny (1991)
- Der Nachbar, regia di Götz Spielmann (1992)
- Paula, regia di Ludwig Wüst – cortometraggio (2003)
- Open Air, regia di Berghammer/ Patton – cortometraggio (2004)
- Nahaufnahme, regia di Ludwig Wüst – cortometraggio (2006)

### Televisione
- Das rauhe Leben, regia di Heide Pils – film TV (1987)
- Tatort – serie TV, episodi 196-317-319 (1987- 1995)
- Eine erste Liebe, regia di Jürgen Kaizik – film TV (1993)
- 1945, regia di Peter Patzak – film TV (1994)
- Il commissario Rex (Kommissar Rex) – serie TV, 60 episodi (1996-2001)
- Medicopter 117 - Jedes Leben zählt – serie TV, episodio 6x04 (2003)
- 14º Distretto (Großstadtrevier) – serie TV, episodio 31x09 (2018)

## Premi e nomination
- Premio Max Ophulus
  - 1992 - Candidatura come miglior attore per Die Fliegenden Kinder